# Hohenwarth-Mühlbach am Manhartsberg
Hohenwarth-Mühlbach am Manhartsberg é um município da Áustria localizado no distrito de Hollabrunn, no estado de Baixa Áustria.